# Holger Juul Hansen
Holger Juul Hansen, född 14 augusti 1924 i Nyborg, död 19 mars 2013 i Köpenhamn, var en dansk skådespelare. Han har bland annat gjort rollen som bankdirektör Hans Christian Varnæs i Matador och som Einar Moesgaard i Riket.

## Filmografi i urval
- Soldaten och Jenny (1947)
- I de lyse nætter (1948)
- Himlen er blå (1954)
- Kärlek i det blå (1956)
- Far til fire i byen (1956)
- Far til fire og onkel Sofus (1957)
- Kvinnlig spion 503 (1958)
- Over alle grænser (1958)
- Far til fire og ulveungerne (1958)
- Charles' tante (1959)
- Kærlighedens melodi (1959)
- Frihedens pris (1960)
- Nitten røde roser (1974)
- Violer er blå (1975)
- Snuten som rensade upp (1976)
- Olsen-banden deruda' (1977)
- Matador (1978-1982)
- Olsen-bandens flugt over plankeværket (1981)
- Olsen-banden over alle bjerge (1981)
- Sidste akt (1987)
- Riket (1994)
- Riket II (1997)
- En som Hodder (2003)

## Utmärkelser
- Riddare av Dannebrogorden,  3 december 1968[2]
- Bodilpriset för bästa manliga biroll, för Riket,  1995[3]
- Bodilpriset för bästa manliga huvudroll, för Riket II,  1998[4]

[Redigera Wikidata]